# Theodor von Oppolzer
Theodor von Oppolzer (26 de octubre de 1841 – 26 de diciembre de 1886) fue un astrónomo y matemático austriaco de origen bohemio. Dotado de una gran facilidad para el cálculo, fue el autor del Canon de eclipses, unas tablas de referencia que abarcan más de 3000 años con las fechas de estos eventos astronómicos.

## Semblanza
Hijo del médico Johann Ritter von Oppolzer, Theodor nació en Praga. Completó sus estudios de licenciado en medicina en la Universidad de Viena, donde se doctoró en 1865. Era propietario de un observatorio privado, y comenzó a enseñar astronomía teórica y geodesia en la Universidad de Viena en 1866, siendo nombrado profesor hacia 1875. En 1873 dirigió la Encuesta Geodésica de Austria, y en 1886 fue elegido presidente de la Asociación Geodésica Internacional.
Tenía fama de ser un astrónomo y matemático altamente capacitado, y se dice que tenía memorizados los valores de 14.000 logaritmos. En 1868 dirigió una expedición para observar un eclipse solar. Desde 1887 compiló el Canon de eclipses, una recopilación de referencia de 8000 eclipses solares y de 5200 eclipses lunares desde el año 1200 a. C. hasta el año 2161. Esta publicación fue ampliamente reconocida como una de las hazañas de cálculo más grandes de su tiempo.
Oppolzer escribió más de 300 artículos, especialmente con respecto a los elementos orbitales de cometas y asteroides. También publicó un manual en dos volúmenes sobre la determinación de los elementos orbitales de cometas y planetas. Estos dos trabajos sirvieron como textos de referencia en astronomía durante muchos años.
Cuando murió, estaba trabajando en una teoría mejorada del movimiento lunar. Su hijo, Egon von Oppolzer, también fue un astrónomo importante.

## Reconocimientos y honores
- Elegido a la Academia Imperial de Ciencias de Viena, 1882.
- Elegido a la Academia Nacional Estadounidense de Ciencias, 1883.
- El cráter lunar Oppolzer lleva este nombre en su memoria.[5]
- El asteroide (1492) Oppolzer fue designado así en su honor. Además, el nombre del asteroide (237) Coelestina es un homenaje a su mujer, y sus dos hijas fueron conmemoradas con las designaciones de los asteroides (153) Hilda y (228) Agathe